# Christelle Enguix
Christelle Enguix Morant nació en París el 11 de noviembre del año 1971, de padres valencianos, es una poeta que vive y trabaja en Arenys de Mar desde 2013.
Christelle es diplomada en Relaciones Laborales por la Universidad de Valencia, y  trabaja en la administración local  de Gandía (en el Ayuntamiento), trabajo que compagina con los estudios de Humanidades, que cursa en la Universidad Abierta de Cataluña.
Ha publicado diversos libros entre los que destacan:
- ” Arbre roig”, Brosquil. 2007.,[5] ganador del XXVI Certamen de Poesía “Ciutat de Benicarló” en el año 2006.[2][4]
- «El cor del minotaure», Tres i quatre, 2009.[6]
- "Tot el blat",[7]

También ha participado en antologías poéticas como:
- «For sale, 50 veus de la terra, edicions 96, 2010
- «Tibar l’arc. Una mirada a la poesía valenciana actual», Tria Llibres, 2012

Además antes del XXVI Certamen de Poesía “Ciutat de Benicarló” en el año 2006, Christelle había ganado un premio en el certamen "Solstici d'Estiu" de Manises y había publicado una recopilación de poemas tirulada "Com l'aigua de la nit dins una rosa amarga", en la 'antología “Lletra Valenciana. Antología de joves escriptors valencians el 1994.”. Más tarde, en el año 2008, ganó el premio de poesía “Senyoriu Ausiàs March” por su obra “Cor de minotaure”.